# Rhus rosmarinifolia
Rhus rosmarinifolia là một loài thực vật có hoa trong họ Đào lộn hột. Loài này được Vahl miêu tả khoa học đầu tiên.